# Commune de Hummuli

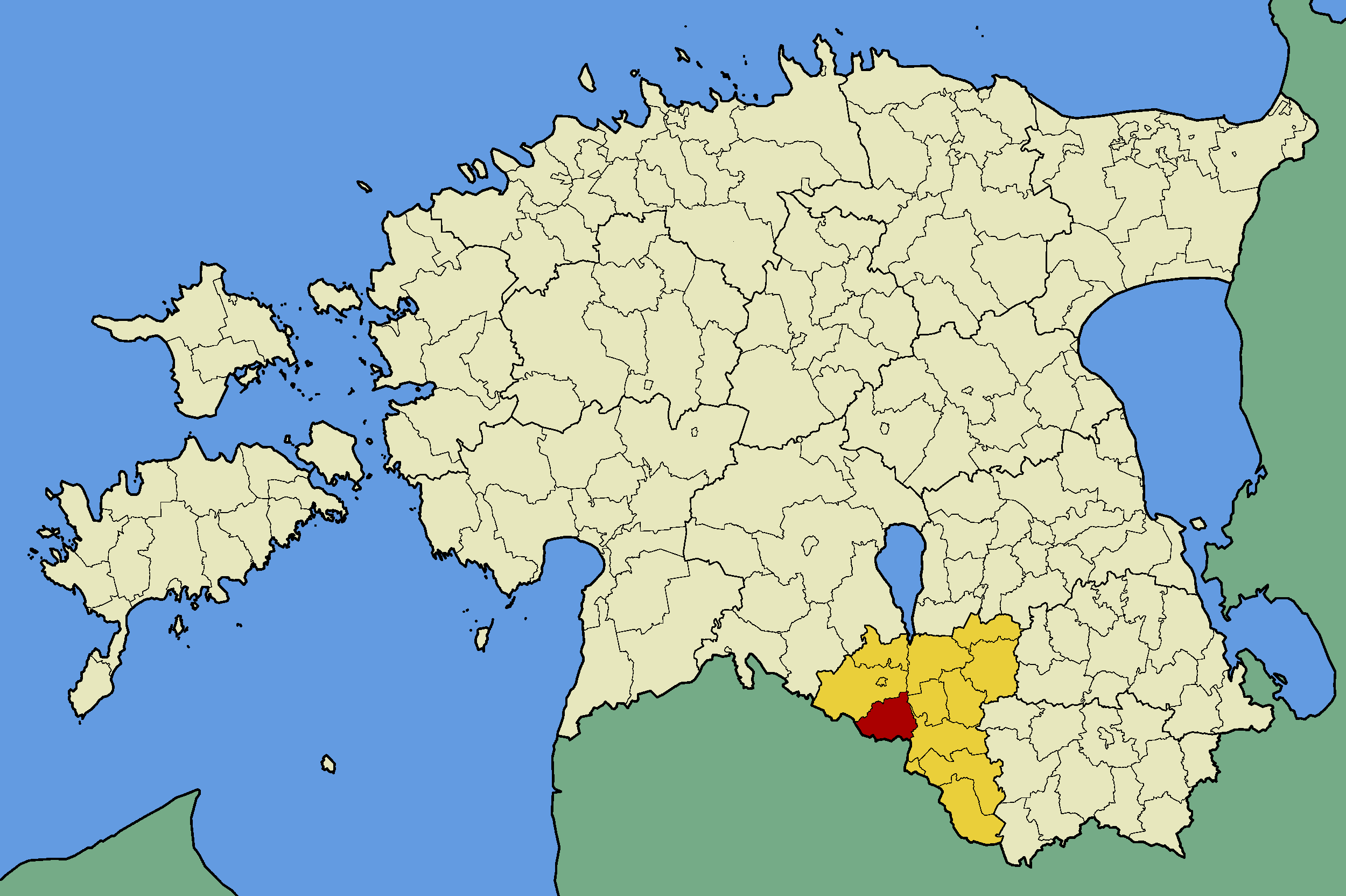
Localisation de l'ancienne commune de Hummuli (rouge), dans le comté de Valga (jaune).

Hummuli (en estonien : Hummuli vald) est une ancienne commune rurale située dans le comté de Valga en Estonie. Son chef-lieu était le bourg d'Hummuli.

## Géographie
Elle s'étendait sur 162,7 km2 dans l'ouest du comté et était frontalière de la Lettonie au sud. 
Elle comprenait le petit bourg de Hummuli, ainsi que les villages de Aitsra, Alamõisa, Jeti, Kulli, Piiri, Puide, Ransi et Soe.

## Histoire
À la suite de la réorganisation administrative d'octobre 2017, elle a fusionné avec Helme, Põdrala et Tõrva pour former la nouvelle commune de Tõrva.

## Démographie
En 2012, la population s'élevait à 911 habitants.